# Porez na dobit
Porez na dobit je mlad porezni oblik koji se počeo primjenjivati poslije 2. svjetskog rata i on je na neki način porez na dohodak poduzeća.

## Porez na dobit u RH
U Republici Hrvatskoj nema tako veliku važnost i izdašnost kao u zemljama EU[nedostaje izvor]. Porezna stopa po kojoj se oporezuje dobit u RH od 1. siječnja 2021. godine je 18% za tvrtke s prihodom jednakim ili većim od 7.500.001,00 kuna, odnosno 10% za tvrtke čiji je prihod do 7.500.000,00 kuna.
Problem koji se javlja jest pitanje pravednosti oporezivanja dobiti zbog problema dvostrukog oporezivanja. Razlozi koji idu u korist oporezivanju dobiti :
- korištenje javnih dobara (npr. ceste, mostovi i sl.)
- instrument kontrole (kontrola monopola)

## Modaliteti oporezivanja dobiti
1. klasični sustav
Nije radio razliku između raspoređene i neraspoređene dobiti → više se ne upotrebljava.
2. sustav djelomične integracije dobiti
  - integracija na razini poduzeća
→ sustav dvojnih stopa
Na raspoređeni dio dobiti (dividende) se primjenjuje niža porezna stopa od dijela dobiti koji ostaje društvu.
→ sustav odbitka dividendi
Odbija se od dobiti dio ili ukupni iznos raspoređene dobiti → za taj iznos raspoređene dobiti se smanjuje ukupna dobit koja služi kao porezna osnovica poreza na dobit.
  - integracija na razini dioničara
→ sustav inputacije
Cjelokupni se plaćeni porez na dio dobiti koji se isplaćuje dioničarima uračunava u porez na dohodak koji treba platiti.
→ sustav djelomičnog uračunavanja
Samo se dio poreza na jedan dio dobiti koja se isplaćuje dioničarima obračunava u porez na dohodak koji treba platiti.
3. sustav pune integracije
Dioničar odbija porez na dobit koji tereti njegovu dividendu prilikom oporezivanja dohotka.

## Kako smanjiti osnovicu
Poduzeća se služe raznim trikovima kako bi smanjili osnovicu za obračun poreza na dobit, a samim time i iznos poreza kojeg trebaju platiti.
- transferne cijene → preko transfernih cijena se pokušava prenijeti dobit u podružnicu u drugoj zemlji gdje će platiti manji iznos poreza.
- prikrivena dobit

## Porezne olakšice
1. porezni praznici → poduzeće u periodu poreznog praznika ne mora platiti porez u potpunosti.
2. na osnovi ulaganja
  1. korištenje ubrzane amortizacije.
  2. umanjenje osnovice po osnovi ulaganja (poduzeće oduzima određeni postotak vrijednosti ulaganja od iznosa oporezive dobiti).
  3. odbitak od poreza po osnovi ulaganja (određeni dio investicije se oduzima od iznosa utvrđene obveze poreza na dobit).

### Porezne olakšice u Hrvatskoj
Olakšice i oslobođenja mogu ostvariti poduzeća koji :
- obavljaju djelatnost i zapošljavaju na području posebne državne skrbi (zapošljavaju najmanje 5 zaposlenika i mogu plaćati 20, 50 ili 75 % nižu stopu poreza na dobit).
- koriste slobodne zone → plaćaju 20 % nižu stopu poreza.
- zapošljavaju osobe s invaliditetom ili u okviru profesionalne rehabilitacije.

## Uvećanje / smanjenje računovodstvene dobiti
Računovodstvena dobit se može uvećati za sve one troškove koji se ne priznaju kao porezni rashodi :
→ 70 % troškova reprezentacije
→ darovanja veća od 2 % ostvarenih prihoda
→ amortizacija iznad porezno dopustivog iznosa
Računovodstvena dobit se može smanjiti za prihode od dividendi te za određene poticaje za zapošljavanje.

## Postupak izračunavanja porezne obveze
| PRIHODI - RASHODI = | Računovodstvena dobit / gubitak |
|                     | + stavke povećanja dobiti ili umanjenja gubitka - stavke umanjenja dobiti ili povećanja gubitka = DOBIT nakon umanjenja ili uvećanja - Preneseni gubitak = Porezna osnovica x porezna stopa (10% ili 18%) = Porezna obveza - olakšice i oslobođenja = KONAČNA POREZNA OBVEZA |